# Mecynargoides kolymensis
Genre
Espèce
Mecynargoides kolymensis, unique représentant du genre Mecynargoides, est une espèce d'araignées aranéomorphes de la famille des Linyphiidae.

## Distribution
Cette espèce se rencontre en Russie et en Mongolie.

## Étymologie
Son nom d'espèce, composé de kolym[a] et du suffixe latin -ensis, « qui vit dans, qui habite », lui a été donné en référence au lieu de sa découverte, la Kolyma.

## Publication originale
- Eskov, 1988 : Spiders of the genera Mecynargus, Mecynargoides gen. n. and Tubercithorax gen. n. (Aranei, Linyphiidae) in the fauna of the USSR. Zoologičeskij Žurnal, vol. 67, p. 1822-1832.